# Polyalthia elongata
Polyalthia elongata är en kirimojaväxtart som beskrevs av Elmer Drew Merrill. Polyalthia elongata ingår i släktet Polyalthia och familjen kirimojaväxter. Inga underarter finns listade i Catalogue of Life.